# Auf der Waage Gottes
Auf der Waage Gottes, vollständiger Titel Auf der Waage Gottes. Bericht des Priesters Albert Riesterer über seine Erlebnisse in der Gefangenschaft 1941 bis 1945, ist ein Erlebnisbericht des römisch-katholischen Pfarrers Albert Riesterer, der im November 1941 im Konzentrationslager Dachau inhaftiert wurde und dort ab Oktober 1943 Leiter des sogenannten Kräutergartens war, bis er am 9. April 1945 entlassen wurde.

## Inhalt
Riesterers Bericht beginnt im Juli 1941, als er mit seinen Ministranten das Marienheiligtum in der Schenkenbergkapelle besuchte, dort bei einbrechender Nacht von der Gestapo verhaftet und ins Polizeigefängnis Singen verbracht wurde. Die Begründung dafür wurde in Berlin ausgestellt und lautete: „… wurde verhaftet, weil er die staatliche Jugenderziehung für eine Glaubensbedrohung hält und mit allen Mitteln und mit allen Kräften versuchte, diese zu sabotieren.“ Anschließend kam Riesterer in das Amtsgefängnis Konstanz. Am 2. Oktober 1941 wurde er aus der „Schutzhaft“ entlassen und gleichzeitig aus Baden und Hohenzollern ausgewiesen. Auf der Staatspolizeileitstelle Stuttgart versprach man ihm bei einer Unterredung einen sofortigen guten Posten in der Jugendbetreuung, falls er sofort den Priesterrock ausziehen würde. Dies lehnte er als Zumutung ab.
Am Sonntag, dem 26. Oktober 1941, wurde Riesterer in Freudenstadt von der Gestapo erneut in „Schutzhaft“ genommen und gelangte am folgenden Mittwoch zunächst ins Gefängnis Horb. Aufgrund einer Denunziation des kommissarischen Bürgermeisters von Mühlhausen im Hegau, wo Riesterer Pfarrer war, wurde er am 9. November mit der Bahn zunächst zum Bahnhof Nürnberg verbracht. Am 14. November betrat er das KZ Dachau, wo ihm als Erstes am Toreingang die Losung „Arbeit macht frei“ auffiel. Er wurde geschoren und geduscht und erhielt als politischer Häftling auf seiner Zebrakleidung den Roten Winkel sowie die Häftlingsnummer 28.658 aufgenäht. Am 20. November wurde er der Baracke 26 im Pfarrerblock zugewiesen. Auf dem Appellplatz bemerkte er die Besserstellung der deutschen gegenüber den polnischen Priestern. Im Unterschied zu den deutschen Gefangenen standen diese dort ohne Mäntel und ohne Socken.
Riesterer freute sich über den Erhalt von Briefen aus der Hand des Erzbischofs Gröber. Nach einer Beschreibung des Zusammenlebens mit den Mitgefangenen im Priesterblock, dem sadistischen Stubenältesten und der wachsenden Angst vor den Invalidentransporten wurden drei Stationen für Menschenversuche erwähnt: die Malaria-Versuchsstation unter Leitung von Prof. Schilling, die Luftwaffen-Unterwasser-Versuchsstation mit den Unterkühlungs-Experimenten von Sigmund Rascher und die Phlegmone-Station unter Heinrich Schütz. Nebenbei wurden Besuche von Obergruppenführer Pohl, der Frau Himmlers und ihrer Tochter registriert.
Im April 1942 wurde der Priesterblock den Arbeitsblöcken zugewiesen und gelangte unter die Aufsicht der Deutschen Versuchsanstalt für Ernährung und Verpflegung, die dem SS-Wirtschafts- und Verwaltungshauptamt unterstellt war. Unter dem Zwischentitel „Mein Weg zweigt ab“ schildert Riesterer die Zusammenarbeit mit Martha Künzel, die gemeinsam mit Gärtnermeister Franz Lippert den Betrieb im Kräutergarten nach den Grundsätzen der biologisch-dynamischen Landwirtschaft leitete. Künzel verfolgte bei ihrer Arbeit einen vollständig esoterischen Ansatz: Vermeintliche Wirkstoffe wurden nach Prinzipien der Homöopathie hergestellt, Äther- und Astralenergie wurden entscheidende Bedeutung beigemessen, und in Séancen versuchte sie, die Natur einer von ihr gehaltenen Kröte zu erfassen. Die praktizierte Zuneigung zu Tieren im Lager diente Riesterer als Beispiel für die „Perversität der SS-Kreise“. In diesem Zusammenhang erwähnt er den verwöhnten Foxterrier des Lagerführers Zill und die achtsame Verpflegung und Betreuung der 5000 Kaninchen im Lager. Riesterer absolvierte bei Fräulein Künzel eine einjährige Lehrzeit und wurde nach ihrer Heirat und ihrem Weggang am 1. Oktober 1943 ihr Nachfolger.
Riesterer war über die Vorgänge in Auschwitz genauestens unterrichtet:

„Vom Judentötungslager Auschwitz, wo unser früherer Lagerführer und Mörder Hoffmann sich austobt, hat man bei uns schon viel erzählen gehört. Johann Wujek, mein polnischer Priesterkamerad, weiß endlich authentische Nachricht, denn gestern kamen polnische Priester aus Auschwitz als Zugänge. Das Essen ist besser als hier. Die Priester erzählen: Jeden Tag kommt ein Zug mit etwa 800 Juden, besonders aus Südfrankreich, in Auschwitz an. Es sind ganze Familien, Männer, Frauen und Kinder. Früher hat man sie in Auschwitz wenigstens registriert, jetzt kommen sie ohne Papiere. Am Bahnhof steigen die Unglücklichen aus, und ein von der SS gekaufter Jude läßt eine Musikkapelle spielen zur Begrüßung. Dann hält er eine Rede: er sei Jude, ‚es geht uns hier gut. Ihr habt Glück. Eure Sachen bindet zusammen und schreibt den Namen daran. Jetzt geht ins Bad und seid guten Mutes‘! Sie fahren auf einem Rollwägelchen in die Gaskammer, dort einige Minuten Aufenthalt, und die Toten fahren in die Verbrennungsöfen daneben.“

Am 26. Dezember 1944 war die Primizfeier von Karl Leisner. Leisner war am 17. Dezember krankheitsgeschwächt als Diakon von dem ebenfalls in Dachau inhaftierten Bischof des französischen Bistums Clermont, Gabriel Piguet, mit Erlaubnis von Leisners Heimatbischof Graf von Galen in Anwesenheit Riesterers zum Priester geweiht worden.
Am 9. April 1945, einem Montag, wurde Riesterer angesichts der vorrückenden Alliierten noch vor der Befreiung des Konzentrationslagers Dachau ohne weiteres Aufsehen zusammen mit einigen weiteren Priestern aus dem Lager entlassen, während gleichzeitig täglich Tausende von evakuierten Häftlingen aus Lagern, die bereits hinter der Front lagen, nach Dachau strömten.

## Veröffentlichung
Während Riesterers von christlichem Glauben geprägte Romane und Erzählungen aus der Nachkriegszeit Der Gekreuzigte, Die stärkste Macht und Es wird ein großes Feuer brauchen in den 1950er Jahren in regionalen Verlagen veröffentlicht wurden, dauerte es bis 1970, ehe Auf der Waage Gottes als Zeitschriftenbeitrag des Kirchengeschichtlichen Vereins für Geschichte, christliche Kunst, Altertums- und Literaturkunde des Erzbistums Freiburg im Freiburger Diözesan-Archiv erschien und damit öffentlich bekannt wurde.

## Quelle
Auf der Waage Gottes. Bericht des Priesters Albert Riesterer über seine Erlebnisse in der Gefangenschaft 1941 bis 1945. Freiburger Diözesan-Archiv, Verlag Herder, Freiburg 1970, S. 198–250 (Digitalisat).